# سلطة طبيعية
السلطة الطبيعية هي السلطة التي يمارسها الشخص والتي تكون فطرية لديهم ولا يتم إظهارها من أجل كيان خارجي ما. وتعتمد السلطة الطبيعية على عوامل مثل الكاريزما ومهارات التفاوض والإصرار والثقة بالذات وليس القانون والوضع السياسي أو الثروة أو المنصب في المنظمة.
كما يمكن أن تشير السلطة الطبيعية كذلك إلى السلطة التي تنشأ بشكل طبيعي في المواقف الاجتماعية بدلاً من أن تنشأ بشكل متعمد، مثل الحكمة أو المعرفة أو القدرات الفنية والتي يمتلكها فرد أو مجموعة أفراد ولا يمتلكها الآخرون. ويتم النظر إلى السلطة الطبيعية في هذا السياق من قبل الفوضويين على أنها الشكل الوحيد للسلطة المشروعة في المجتمع، لأنه يتم النظر إليها من خلال الفوضويين على أنها مفيدة وأساسية للعلاقات البشرية.

## طبيعة السلطة
تندرج القوة والمنصب والحالة والتأثير والفساد والعصيان تحت طبيعة السلطة.
ويجب أن ننظر إلى الطاعة من الناحيتين الإيجابية والسلبية. كما يتم كذلك إجراء أبحاث حول المعضلات الأخلاقية والمسئولية تجاه القرارات التي يتم اتخاذها.